# Платон (Левшин)
Митрополи́т Плато́н (в миру Пётр Георгиевич Ле́вшин; 29 июня 1737, село Чашниково, Московская губерния — 11 ноября 1812) — придворный проповедник, законоучитель наследника императорского престола, член Святейшего синода, митрополит Московский и Коломенский.
Искал возможность примирить господствующую Церковь со старообрядцами введением единоверия — разрешения богослужений по старым (дониконовским) книгам, «составил для единоверцев правила, утверждённые Синодом в 1801 году».
Автор труда «Краткая церковная российская история» (издан в двух частях в Москве в 1805 году), ставшего первым по времени систематическим курсом русской церковной истории, в котором впервые был отражён критический подход к источникам и историческому преданию.

## Ранние годы
Родился 29 июня (10 июля по новому стилю) 1737 году в селе Чашниково Московской губернии в большой семье сельского причетника (впоследствии священника) Георгия Данилова, мать — Татьяна Ивановна; брат А. Г. Левшина. C 6 лет учился грамоте. Учился в Коломенской семинарии, затем — в Заиконоспасской Славяно-Греко-Латинской академии, при обучении в которой получил фамилию Левшинов или Левшин. Среди тех, кто учился в Академии с П.Левшиным, можно отметить Федора Горского — в будущем епископа Переславского Феофилакта. Ещё до окончания 4-годичного академического курса указом Святейшего синода в 1757 году он был назначен преподавать в академии латинский язык и российскую поэзию, при этом на него была возложена ещё и обязанность «публичного катехизатора». В 1758 году по просьбе архимандрита Троице-Сергиевой лавры Гедеона он был переведён учителем риторики в лаврскую семинарию и в августе того же года был пострижен в монашество; с июля 1759 года — иеромонах и префект Троицкой семинарии.
С 1761 года — ректор Троицкой лаврской семинарии, преподавал в ней богословие. На этой должности он устранил «мёртвую схоластику», которая «душила» учебный процесс в духовных школах, заменил учебное пособие Альвара новой грамматикой латинского языка, изданной в Петербурге в 1746 году и исправленной Лебедевым в 1762 году.
В 1763 году Екатериной II был определён придворным проповедником и законоучителем наследника российского престола великого князя Павла Петровича; одновременно наместник Троице-Сергиевой лавры. Стал особенно близок с наследником престола.
C 16 июля 1766 года — священно-архимандрит (настоятель) Троице-Сергиевой лавры; с января 1768 года — член Святейшего синода.
10 октября 1770 года хиротонисан митрополитом Киевским и Галицким Гавриилом, митрополитом унгро-влахийским Григорием, архиепископом Санкт-Петербургским Гавриилом и архиепископом Псковским Иннокентием во епископа Тверского и Кашинского с возведением в сан архиепископа и с оставлением архимандритом Троице-Сергиевой лавры и законоучителем наследника российского престола, в связи с чем продолжал жить в Петербурге, где в 1773 году ему поручили ещё преподавать Закон Божий и невесте наследника, принцессе Гессен-Дармштадтской Вильгемине (Наталье Алексеевне).

## На московской кафедре
C 21 января 1775 года — архиепископ Московский и Калужский. С 15 ноября того же года — директор Славяно-латинской академии, которая при нём стала Славяно-греко-латинской.
С 1783 года занялся постройкой, «на собственный кошт», Спасо-Вифанского монастыря вблизи Троице-Сергиевой лавры, который созидал много лет и в котором 1 (12) мая 1797 года с соизволения императора Павла им была учреждена Вифанская духовная семинария.
В 1775 году написал прошение императрице Екатерине II об открытии семинарии при загородном Николо-Перервинском монастыре. Выбор пал именно на этот заштатный монастырь потому, что обитель имела небольшое число насельников, была довольно состоятельной и могла содержать семинарию. Он сделал Николо-Перервинский монастырь архиерейским подворьем и любил бывать в нём, а часть средств монастыря стал выделять на содержание Перервинской духовной семинарии.
Архиепископ Платон интересовался трудами французских энциклопедистов и терпимо относился даже к духовным исканиям масонов. Рассказывали, будто на запрос Екатерины II о том, не противно ли масонство духу христианства, он отвечал, что «молит Бога, чтобы во всем мире были христиане таковы, как Новиков». В «Братьях Карамазовых» приведён также известный анекдот о встрече Платона с Дидро, который звучит (в интерпретации Александры Смирновой) следующим образом:
Митрополит Платон был ещё в Петербурге. Дидерот изъявил желание его видеть, вошёл в комнату и сказал по латыни: «Нет Бога», с торжественным видом, полагая, что Платон не знает по-латыни, но очень удивился, когда тот ему сказал: «Рече безумец в сердце своём», показал ему дверь и ушёл.
29 июня 1787 года возведён в сан митрополита (с 16 октября 1799 года носил титул «Московский и Коломенский»).
2 февраля 1792 года, чувствуя враждебное к себе отношение со стороны синодального руководства, подал прошение об увольнении от епархиального управления; в просьбе было отказано.
По вступлении на престол императора Павла Петровича 6 ноября 1796 года протестовал против введения им практики жалования духовенству государственных орденов, став одним из двух первых иерархов, сопричисленных к ордену Андрея Первозванного; совершил его коронацию; по просьбе некоторых дворян, направил императору пастырское послание, в котором осуждал его за суровое обращение с дворянами, и получил в ответ указ вовсе не выезжать из Москвы.
Был первым иерархом Русской православной церкви, вступившим в прямые сношения с Англиканской церковью. Как сообщал один из его биографов, «английские пытливые богословы через полномочного министра при дворе Великобритании С. Р. Воронцова отнеслись с вопросами к митрополиту Московскому о разделении и разности Восточной Церкви от Западной, о Святом Крещении и поклонении святым иконам… Митрополит, сообщив английским богословам замечания свои об этом важном и любопытном предмете, послал им и сочинение своё о Христианском Богословии в латинском переводе с тем намерением, как он выразился в послании своём, „дабы из него лучше могли понять силу того учения, коему следует Греко-Российская Церковь, и убедились бы в том, что люди, через меру мудрствующие, всегда покушаются смешивать древнее с новым и неизвестное с известным“. Замечания и книга митрополита Платона были приняты в Англии с пониманием и интересом и переведены на английский язык, его богословские воззрения излагались на лекциях в университетах Оксфорда и Глазго».
В 1800 году сыграл ключевую роль в учреждении единоверия: в 1801 году в Москве была открыта первая единоверческая церковь.
15 сентября 1801 года совершил коронацию Александра I и его супруги Елисаветы Алексеевны.
Платон любил искусства, путешествия и историю, поэтому неудивительно, что он оставил после себя путевые заметки, правда, изданные уже после смерти иерарха. В 1804 году митрополит совершил длительное путешествие в Киев, целью которого было выяснить состояние российских (ныне и украинских, белорусских) монастырей, храмов. Кроме того, его волновало состояние населения в целом. Путевая книга завершается публицистическим высказыванием о преимущественной бедности сельских жителей, «тем более, что сей род людей есть первый в государстве своей многочисленностью и упражнением своим самый полезный и нужный». Далее он обращается к правительству с призывом более внимательно относиться к крестьянам. Его заметки о путешествии в Переславль, Ростов, Ярославль, Кострому и Владимир были опубликованы в «Русском вестнике» (1841, № 9).
13 июня 1811 года из-за тяжёлой болезни уволен от епархиальных дел до выздоровления. Во время Отечественной войны в 1812 году, будучи тяжелобольным, был увезён из Москвы, куда прибыл, чтобы быть со своей паствой.
Скончался 11 ноября 1812 года в Спасо-Вифанском монастыре. Отпевание над ним совершил в Троице-Сергиевой лавре 16 ноября его викарий епископ Августин (Виноградский); похоронен был в пещере нижней церкви Лазарева воскресения Вифанского монастыря. Над могилою был поставлен из дикого камня памятник, на котором была начертана сочинённая самим Платоном эпитафия: «Здесь погребен телом Преосвященный Платон, Митрополит Московский, Архимандрит Троицкия Лавры и сея Вифанския обители и при ней Семинарии основатель».
Когда храм был уничтожен в 1950-е годы, останки приснопамятного митрополита удалось перезахоронить в Свято-Духовской церкви Троице-Сергиевой лавры. В сентябре 1997 года по благословению патриарха Московского и всея Руси Алексия II комиссия под руководством археолога С. А. Беляева вскрыла погребения митрополита Платона. Под полом Духовской церкви был обнаружен склеп, а в склепе — гроб с надписью, подтверждающей принадлежность останков. Епископ Верейский Евгений (Решетников) переоблачил останки митрополита Платона, а 7 октября того же года, после соборной панихиды, совершённой патриархом Алексием, прах иерарха был погребён в заново устроенном склепе, внутри Духовской церкви, у северной стены.

## Награды
- Орден Святого Александра Невского (21 марта 1797)[15]
- Орден Святого апостола Андрея Первозванного (21 марта 1797)[15]
- Орден Святого Владимира 1 степени (20 августа 1809)[15]

## Память и наследие
Первый биографический очерк о митрополите Платоне написал через десять лет после его смерти И. М. Снегирёв, позднее очерк был дополнен и несколько раз переиздавался. Именно на этот труд опирались другие авторы, излагавшие биографию митрополита Платона — основные из них труды А. Н. Надеждина и М. Л. Лысогорского. В 1912 году ко 100-летнему юбилею со дня кончины митрополита Платона был приурочен выход трёх наиболее значимых исследовательских статей В. В. Платоника, В. В. Виноградова, Б. В. Титлинова. В XX веке вопросы, связанные с московским архиереем, затрагивалась в трудах эмигрантских учёных — Г. В. Флоровского, И. К. Смолича, В. П. Зубова и других.
Памятник митрополиту Платону работы скульптора Анатолия Бичукова установлен в 2008 году в московском Николо-Перервинском монастыре. Надпись на постаменте гласит: «Митрополиту Платону от благодарной Перервы». Ещё один памятник был открыт в 2012 году в Сергиевом Посаде у входа в Спасо-Вифанский монастырь, одним из основателей которого был Платон (Левшин).

## Сочинения
- «Краткая российская церковная история» митрополита Платона стала первым научно-критическим исследованием по истории русской церкви.
- Акафист кн. Даниилу. — М., 1795.
- Акафист преп. Сергию Радонежскому чудотворцу. — М., 1795.
- Инструкция благочинным священникам. — М., 1775.
- Катехизис, или первоначальное наставление в христианском законе, толкованное всенародно, 1757 и 1758 гг., Ч. 2. — М., 1781.
- Краткий катехизис ради обучения малолетних детей христианскому закону. — М., 1775 и Вена, 1773, Вып. 8.
- Сокращенный катехизис для обучения отроков с присовокуплением молитв и христианского нравоучения.
- Сокращенный катехизис для священнослужителей с прилож. мест из слова Божия, правил св. апостол. и св. отец и духовного регламента и присяг. — М., 1775.
- Поучительныя слова при высочайшем дворе ея императорскаго величества благочестивейшия великия государыни Екатерины Алексеевны самодержицы всероссийския / сказыванныя его императорскаго высочества учителем иеромонахом Платоном. — В Санктпетербурге : при Императорской Академии наук, 1764.
- Православное учение, или сокращенное христианское Богословие, с прибавлением молитв и рассуждения о Мелхиседеке. — СПб, 1765.
- Увещание раскольникам с чиноположением, как принимать обрающихся из них к Православной вере. — СПб, 1766.
- Христианское нравоучение к первой русской азбуке.
- Наставление для окрещённого им из турок Магмета в св. крещении Моисея Петровича Платонова.
- Житие св. Сергия Радонежского.
- Краткое истор. опис. Свято-Троиц.-Серг. Лавры, 1790 г.
- Записки о путешествии в Киев, 1804, изд. Снегиревым в Приб. к жизни митр. Платона. — М., 1856.
- Путевые заметки о путешествии в Ростов, Ярославль, Кострому, Владимир, 1792 (там же).
- Записки о своей жизни митр. Платона (с 1808 до 1812 г. ведены наместн. Лавры Самуилом Запольским).
- Ответы на 16 вопросов Вольтера.
- Путешествие высокопреосвященнейшаго Платона, митрополита Московскаго и разных орденов кавалера, в Киев и по другим российским городам в 1804 году. ; Собственною рукою с замечаниями его писанное. ; Иждивением бывшаго при особе его, кол. секретаря и кавалера Г. Новосильскаго.- Санктпетербург : в Медицинской типографии, 1813.
- Собрание сочинений митрополита Платона (Левшина) в 10-ти томах.
- Собрание сочинений митрополита Платона были опубликованы в Москве в 1779—1807 годах в двадцати томах, большая часть записана во время проповедей, которых существуют около 500.